# Aeonium saundersii

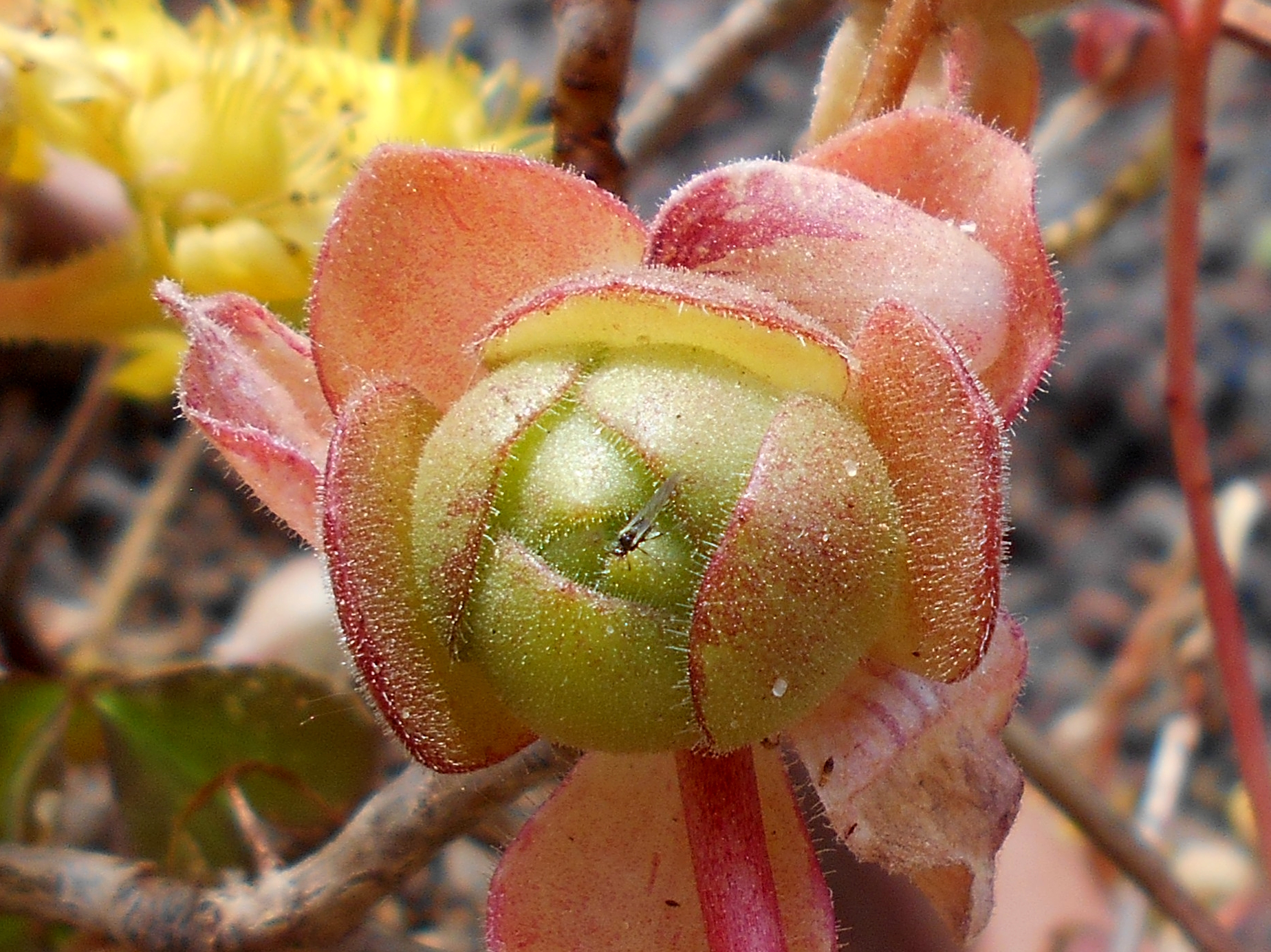
Detall de les rosetes en temporada seca

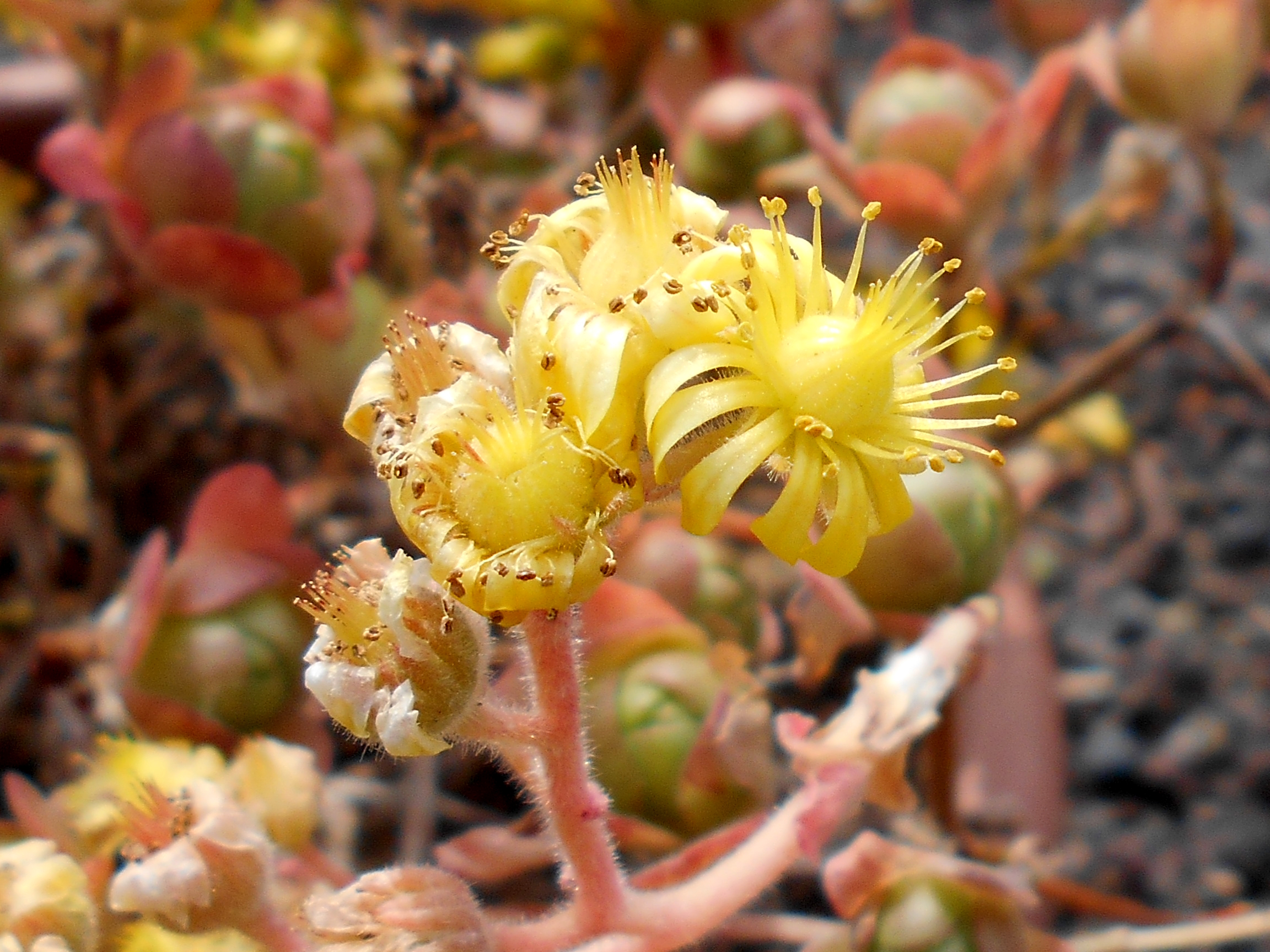
Detall de les flors

Aeonium saundersii és una espècie de planta suculenta del gènere Aeonium, de la família de les Crassulaceae.

## Descripció
És un arbust perenne, densament ramificat de fins a 30 cm d'alçada, amb un característic aroma agradable, que forma petites rosetes sobre tiges delicades.
Les rosetes tenen de 10 a 15 fulles, de 2,5 a 6 cm de diàmetre, planes, fulles interiors més o menys erectes, imbricades i formant un brot globós durant la temporada seca.
Les fulles són d'1,2 a 3,5 cm de llarg, de 0,7 a 1,3 cm d'ample, i d'1,5 a 2,5 mm de gruix, el·líptiques a obovades, apicalment agudes o arrodonides, retuses, cuneades o atenuades, pubescents, de color verd a verd-groc, revers variegat vermellós.
Les inflorescències són laxes, de 3 a 8 cm d'ample i de 2 a 15 cm d'alt, de 5 a 70 flors, peduncle de 3 a 8 cm, pedicels de 3 a 12 mm, puberulent.
Les flors de 12 a 16 parts; sèpals puberulents; pètals de 6 a 9 mm de llarg i d'1,5 a 2,5 mm d'ample, oblanceolats, acuminats, de color groc; filaments glabres.

## Distribució
Planta endèmica de l'illa de La Gomera, a les Canàries. Creix en fisures i esquerdes de penya-segats basàltics, de vegades en afloraments de mangra i franja sedimentària, de 150 a 800 m d'altitud.

## Taxonomia
Aeonium saundersii Bolle va ser descrita per Carl (Karl) August Bolle i publicada a Bonplandia 7: 241 (1859).
L'epítet específic saundersii fa honor honor a l'horticultor i editor anglès William Wilson Saunders.